# Pieschener Hafen

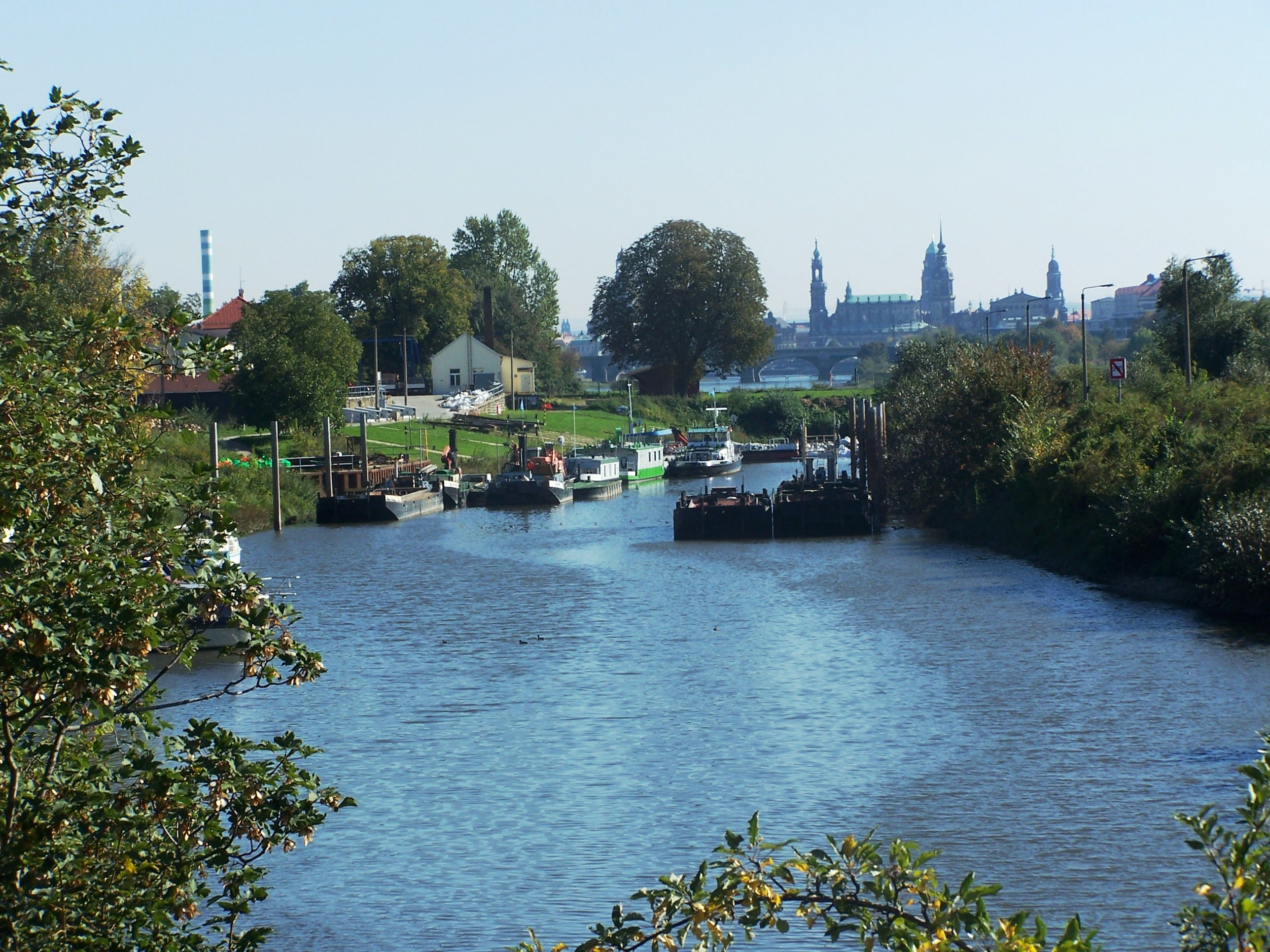
Pieschner Hafen

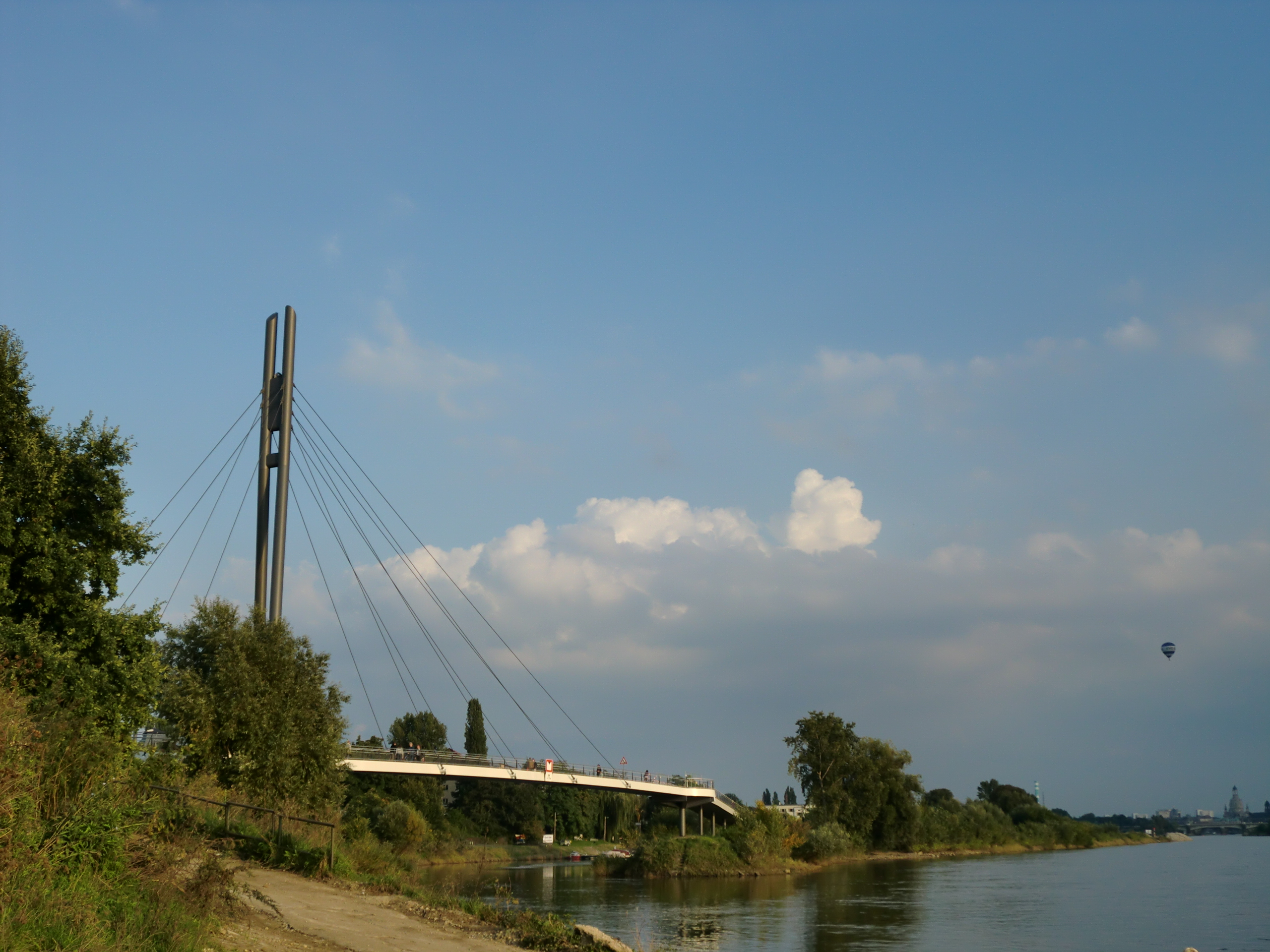
Die Molenbrücke am Tag nach ihrer Eröffnung

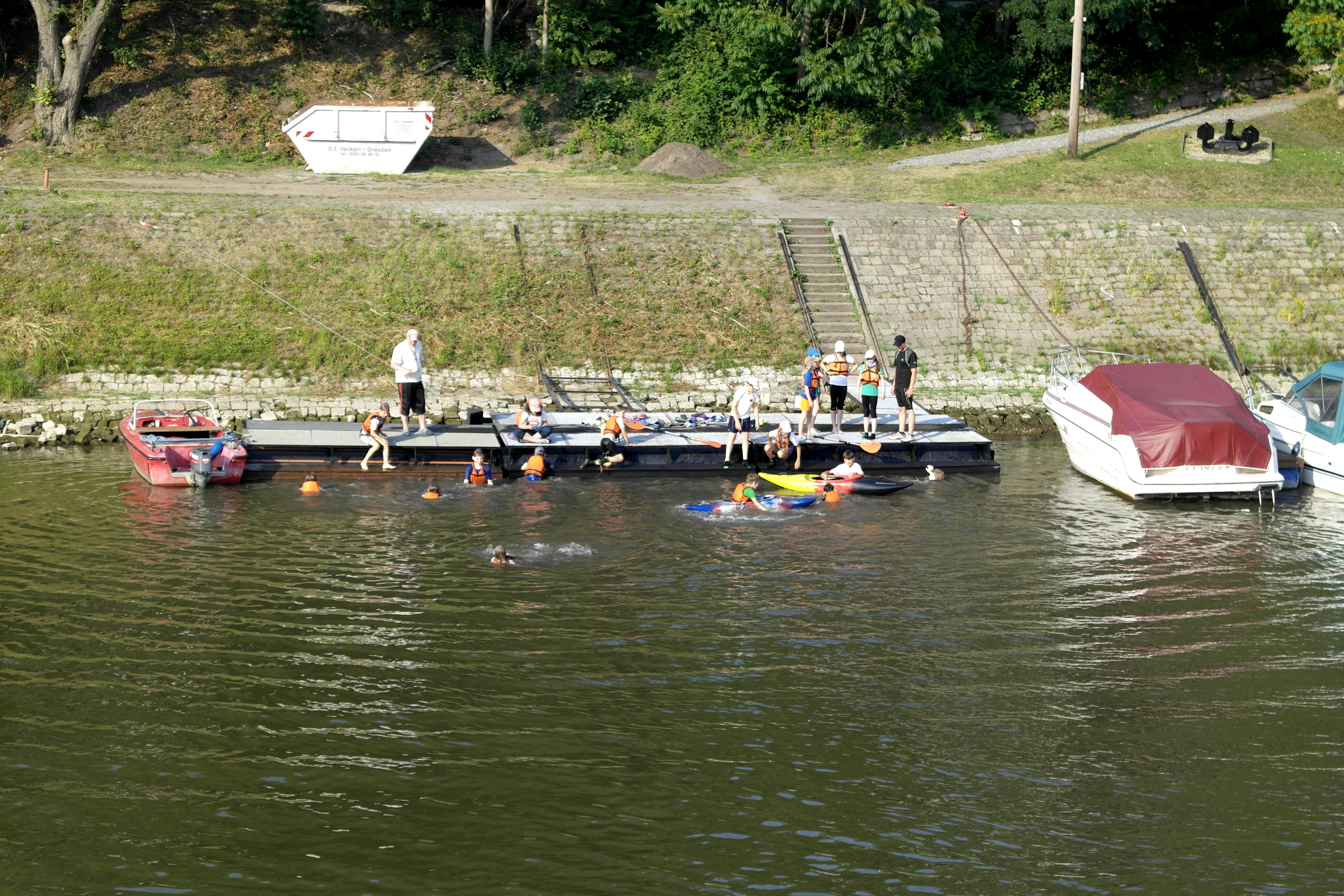
Elbe 2015 Wasserstand 65 cm, Regattaübungen im Pieschner Elbhafen.

Der Pieschener Hafen ist ein Hafen der Elbe im Dresdner Stadtbezirk Pieschen (statistischer Stadtteil Pieschen-Süd).
Anders als sein Name vermuten lässt, liegt das Hafenbecken zum weitaus größten Teil in der alten Neudorfer Flur und damit in der Gemarkung Neustadt. Nur ein kleiner Abschnitt am unteren Ende der Mole gehört zur Gemarkung Pieschen.
Dieser Hafen wurde zwischen 1856 und 1859 im Auftrag der sächsischen Staatsregierung wegen der starken Zunahme des Schiffsverkehrs angelegt. Das Hafenbecken ist 500 Meter lang und etwa 30 Meter breit. Es fanden bis zu 30 Schiffe Platz. In der Nähe des Hafens gab es auch eine Anlegestelle der Dampfschifffahrt und eine von den Einwohnern gern genutzte Elbe-Badeanstalt. Vorübergehend wurden hier in einer kleinen Werft Frachtkähne repariert.
Mit Inbetriebnahme des Alberthafens sank die Bedeutung des Pieschener Hafens. Der Hafen wird heute nur noch als Winterhafen genutzt. Jährlich findet seit 1923 das Volksfest Pieschener Hafenfest statt.
Zwischen dem 5. Oktober 2009 und dem 9. September 2010 wurde über die Hafeneinfahrt die Molenbrücke gebaut. Diese schließt eine Lücke des Elberadweges über die Hafenmole. Die 80 Meter lange Schrägseilbrücke ist durch eine 70 Meter lange Rampe an den etwa 600 Meter langen Radweg auf der Mole angebunden.